# ماریو مرولا
ماریو مرولا (ایتالیایی: Mario Merola؛ ۶ آوریل ۱۹۳۴ – ۱۲ نوامبر ۲۰۰۶) خواننده و بازیگر اهل ایتالیا بود. وی بین سال‌های ۱۹۵۹ تا ۲۰۰۶ میلادی فعالیت می‌کرد.
از فیلم‌ها یا مجموعه‌های تلویزیونی که وی در آن‌ها نقش داشته است، می‌توان به جایی در آفتاب اشاره نمود.
وی همچنین برندهٔ جوایزی همچون نشان شایستگی از جمهوری ایتالیا شده‌است.